# BetterHelp
BetterHelp是美國的一個向用戶提供心理健康服务以及在线咨询的網站。BetterHelp由Alon Matas和Danny Bragonier于2015年创立，并于2016年被Teladoc, Inc.收购。網站總部位於美国加利福尼亚州山景城。